# Якубовське
Якубовське (Якубово, пол. Jakubowskie) — село в Польщі, у гміні Ботьки Більського повіту Підляського воєводства. Населення — 261 особа (2011).

## Історія
Наприкінці XIX століття у селі було засновано церковну школу грамоти (просвіти). У 1975—1998 роках село належало до Білостоцького воєводства.

## Демографія
Демографічна структура станом на 31 березня 2011 року:
|          | Загалом | Допрацездатний вік | Працездатний вік | Постпрацездатний вік |
| -------- | ------- | ------------------ | ---------------- | -------------------- |
| Чоловіки | 147     | 26                 | 94               | 27                   |
| Жінки    | 114     | 26                 | 54               | 34                   |
| Разом    | 261     | 52                 | 148              | 61                   |